# Gewoon Coop
Gewoon Coop (uitspraak: Gewoon Ko-op) is een Nederlandse supermarktketen van Boon Food Group.

## Geschiedenis
De supermarktketen begon in 2025 als tijdelijke opvolger van een deel van de Coop-supermarkten. Boon Food Group heeft 17 vestigingen overgenomen van de Coöperatie PLUS U.A., nadat deze een aantal kleinere vestigingen wilde afstoten. De Coöperatie PLUS U.A. was in 2022 ontstaan na de fusie tussen de achterliggende coöperaties van Coop en PLUS. 
Het was oorspronkelijk de bedoeling dat alle Coop Compact-filialen onder de naam PLUS Vandaag verder zouden gaan, maar dit experiment is vroegtijdig gestopt. De reeds verbouwde vestigingen van PLUS Vandaag zijn omgebouwd naar een regulier PLUS-filiaal, gesloten of afgestoten.
Het eerste filiaal van Gewoon Coop opende op 2 april 2025 in Achtmaal.
Op 31 juli 2025 trok de Coöperatie PLUS U.A. zich definitief terug uit de supermarktketen Coop en heeft inmiddels alle resterende vestigingen overgedaan aan Boon Food Group en Van Tol Retail, die de originele merknaam en formule heeft overgenomen. Boon Food Group mag de merknaam maximaal 2 jaar blijven en ter onderscheiding van de vestigingen van Van Tol Retail heten de vestigingen van Boon Food Group nu Gewoon Coop.
Bood Food Group heeft voornemens om binnen 2 jaar (na 2025) alle vestigingen om te bouwen naar haar eigen winkelformules Boon's Markt en Boon's Dagmarkt.

## Formules
Het bedrijf kent in 2025 twee winkelformules. Gewoon Coop Compact, alle in handen van zelfstandige ondernemers, zijn buurt- en dorpssupermarkten. Daarnaast zijn er 'reguliere' supermarkten met de naam Gewoon Coop.

## Organisatie

### Hoofdkantoor en distributiecentra
Gewoon Coop heeft een distributiecentrum in Dordrecht. Het hoofdkantoor van de supermarktketen bevindt zich tevens in Dordrecht.

### Huismerken
De winkels van Gewoon Coop verkopen producten met het label G'woon, het huismerk van Superunie.
Tevens zijn er stellingen in de winkels waar zelfstandige ondernemers hun (lokale) producten kunnen aanbieden.